# مانشان
مانشان (به لاتین: Ma'anshan) یک شهر مرکزی در جمهوری خلق چین است که در آن‌هوئی واقع شده‌است.

## خصوصیات
مانشان ۴٬۰۴۲ کیلومترمربع مساحت و ۱٬۳۶۶٬۳۰۲ نفر جمعیت دارد.

## خواهرخوانده
شهر همیلتون، انتاریو خواهرخواندهٔ مانشان هست.